# Sam Savage
Sam Savage (* 9. November 1940 als Samuel Phillips Savage in Camden, South Carolina; † 17. Januar 2019 in Madison, Wisconsin) war ein US-amerikanischer Schriftsteller. Bekanntheit erlangte er durch seinen ersten Roman Firmin. Ein Rattenleben.

## Leben
Samuel Phillips Savage wurde am 9. November 1940 in Camden, South Carolina in den USA geboren.
Er besuchte die Yale University, an der er im Fach Philosophie promovierte und kurzzeitig auch selbst lehrte. Der mit dem Roman Firmin. Ein Rattenleben bekannt gewordene Schriftsteller war unter anderem auch als Schreiner, Fischer und Drucker tätig.
Er starb 78-jährig am 17. Januar 2019 in Madison.

## Werke
- Firmin. Adventures of a Metropolitan Lowlife. Coffee House Press, Minneapolis 2006
  - deutsch: Firmin. Ein Rattenleben. Roman, Ullstein Buchverlag, Berlin 2008 ISBN 355008742X
- The Criminal Life of Effi O. Papas and Nellie Press, 2005
- The Cry of the Sloth: The Mostly Tragic Story of Andrew Whittaker, Being his Collected, Final, and Absolutely Complete Works. Coffee House Press, Minneapolis 2009
- Glas, Coffee House Press, Minneapolis 2011
- Orphanage of Dreams, Coffee House Press, Minneapolis 2019